# 2010년 한국프로야구 골든글러브
2010년 한국 프로 야구 골든 글러브상 시상식은 2010년 12월 11일 서울 삼성동 코엑스 오디토리움에서 열렸다.
한편, 삼성 라이온즈와 정규리그 5위를 기록한 KIA 타이거즈는 골든 글러브 수상자를 단 한 명도 배출해 내지 못했다.

## 부문별 수상자
| 부문     | 이름                 | 소속                                | 여타 후보 (소속팀)                                              |
| -------- | -------------------- | ----------------------------------- | --------------------------------------------------------------- |
| 투수     | 류현진               | 한화 이글스                         | 김광현(SK), 차우찬(삼성), 정재훈(두산), 손승락(넥센)            |
| 포수     | 조인성               | LG 트윈스                           | 박경완(SK), 양의지(두산), 강민호(롯데)                          |
| 지명타자 | 홍성흔               | 롯데 자이언츠                       | 박석민(삼성), 김동주(두산), 박용택 (LG) , 송지만 (넥센)         |
| 1루수    | 최준석               | 두산 베어스                         | 박정권(SK), 최희섭(KIA)                                         |
| 2루수    | 조성환               | 롯데 자이언츠                       | 안치홍(KIA), 신명철(삼성) , 정근우 (SK) , 정원석 (한화)         |
| 3루수    | 이대호               | 롯데 자이언츠                       | 최정(SK), 정성훈(LG)                                            |
| 유격수   | 강정호               | 넥센 히어로즈                       | 손시헌 (두산), 오지환(LG), 이대수(한화)                         |
| 외야수   | 김현수 김강민 이종욱 | 두산 베어스 SK 와이번스 두산 베어스 | 박한이(삼성), 손아섭(롯데), 이용규(KIA), 이대형(LG), 이진영(LG) |

## 특별상 수상자
- 포토 글러브 - 양준혁 (前 삼성)
- 사랑의 골든 글러브 - 봉중근 (LG)
- 페어 플레이 - 양현종 (KIA)
- 공로상 - 조범현 감독 (KIA)

## 같이 보기
- 대한민국의 프로 야구
- 한국 프로 야구 골든 글러브상